# Корнинська сільська рада
Ко́рнинська сільська́ ра́да — орган місцевого самоврядування в Рівненському районі Рівненської області. Адміністративний центр — село Корнин.

## Загальні відомості
- Корнинська сільська рада утворена в 1952 році.
- Територія ради: 39,008 км²
- Населення ради: 6 050 осіб (станом на 2001 рік)

## Населені пункти
Сільській раді підпорядковані населені пункти:
- с. Корнин
- с. Загороща
- с. Колоденка

## Склад ради
Рада складається з 30 депутатів та голови.
- Голова ради: Горбатюк-Василейко Роман Олексійович
- Секретар ради: Романчук Оксана Романівна

### Керівний склад попередніх скликань
| Прізвище, ім'я, по батькові | Основні відомості                                                 | Дата обрання | Дата звільнення |
| --------------------------- | ----------------------------------------------------------------- | ------------ | --------------- |
| Романишина Ольга Петрівна   | Сільський голова, 1946 року народження, освіта вища, позапартійна | 26.03.2006   | 31.10.2010      |
| Романишина Ольга Петрівна   | Сільський голова, 1946 року народження, освіта вища, позапартійна | 31.10.2010   | 10.11.2014      |

Примітка: таблиця складена за даними сайту Верховної Ради України